# Gobron-Brillié
Gobron-Brillié est un constructeur automobile français fondé en 1885 par l'ingénieur français Eugène Brillié et l'homme politique français Gustave Gobron. 

## Histoire
Brillié quitte le partenariat en 1903. Jean Gobron, fils de Gustave, pilote automobile et d'avions, reprend les activités.
L'entreprise s'installe à Boulogne-Billancourt, au no 13, quai de Boulogne (aujourd'hui le quai Alphonse-Le-Gallo).
L'entreprise disparait en 1930.

## Emblèmes

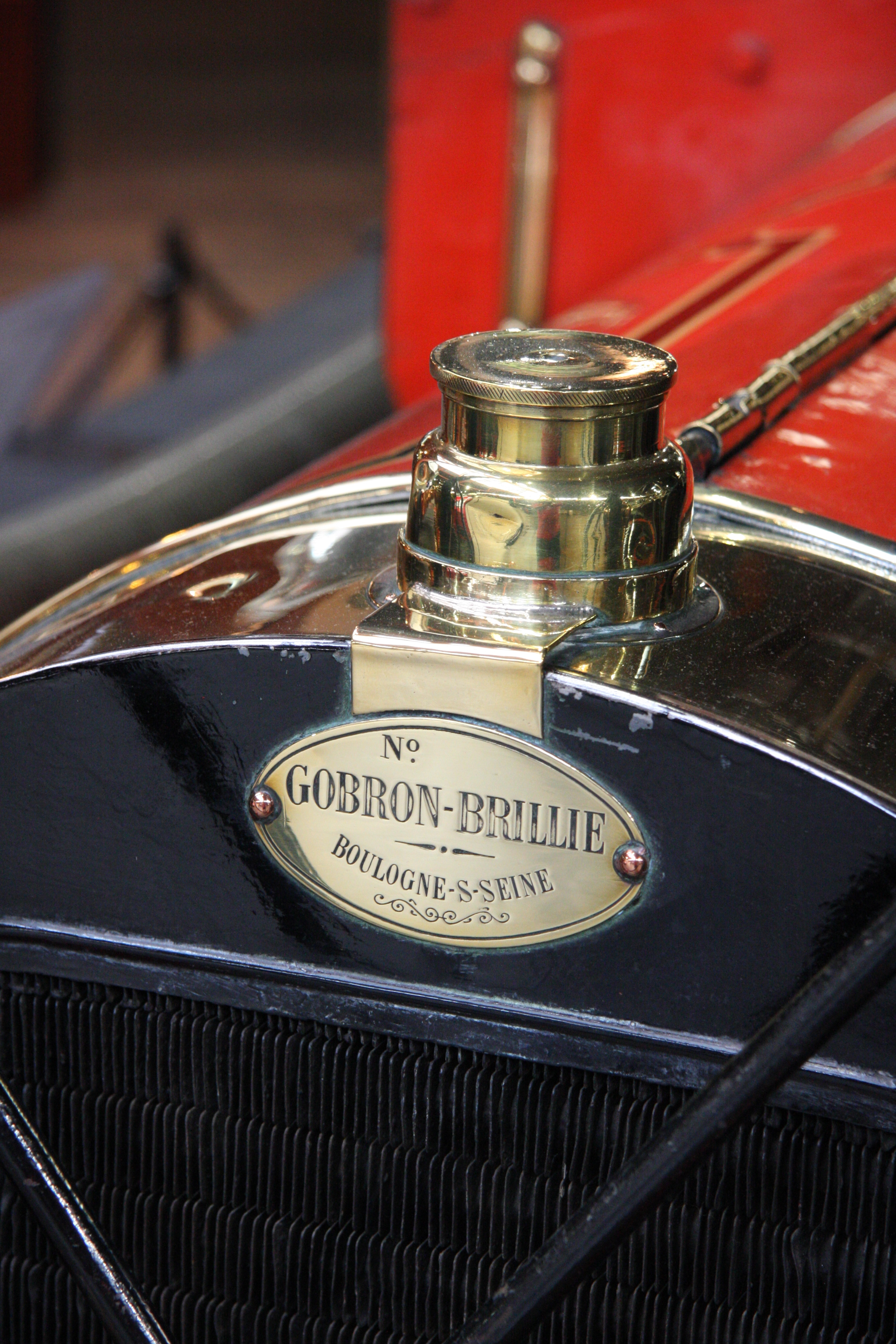
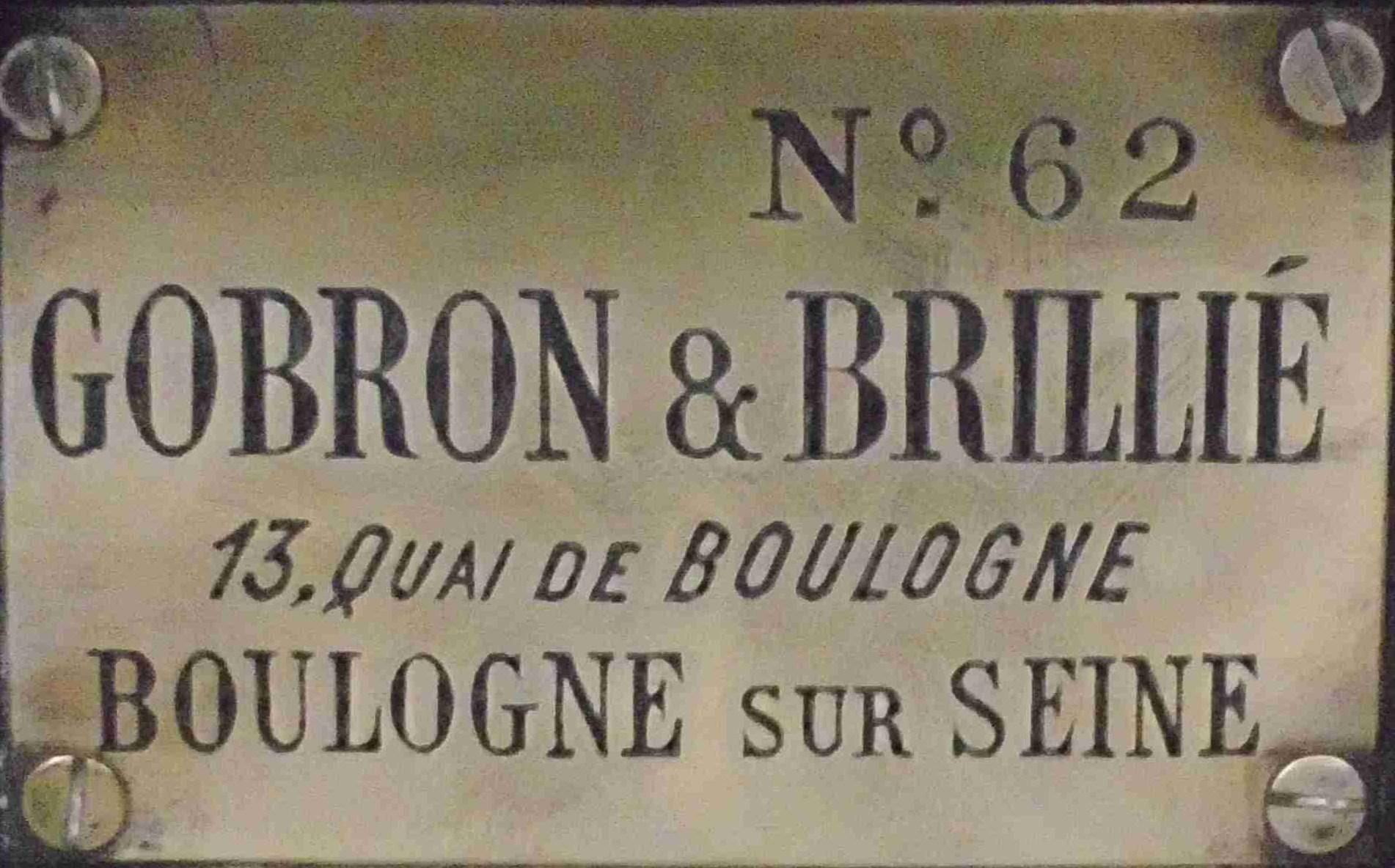
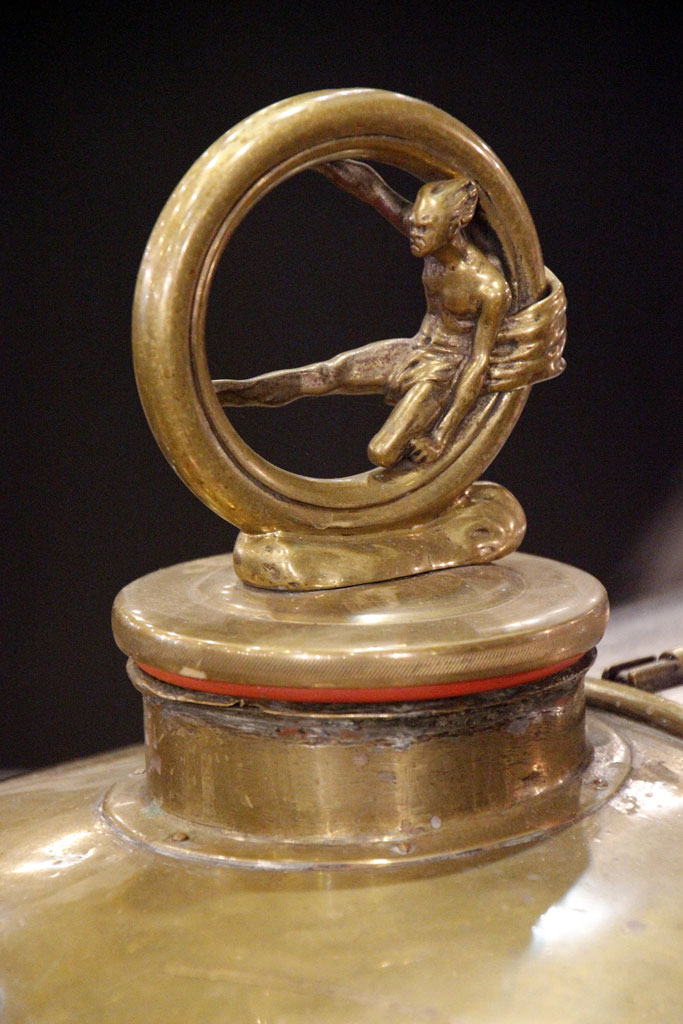

## Liens externes

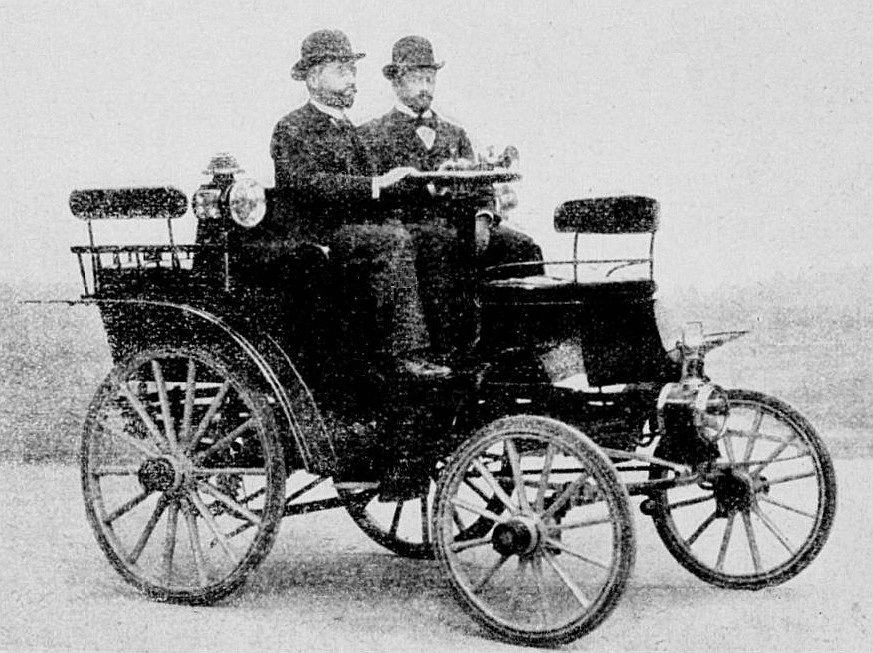
Gustave Gobron (G) et Eugène Brillié (D) en 1898.

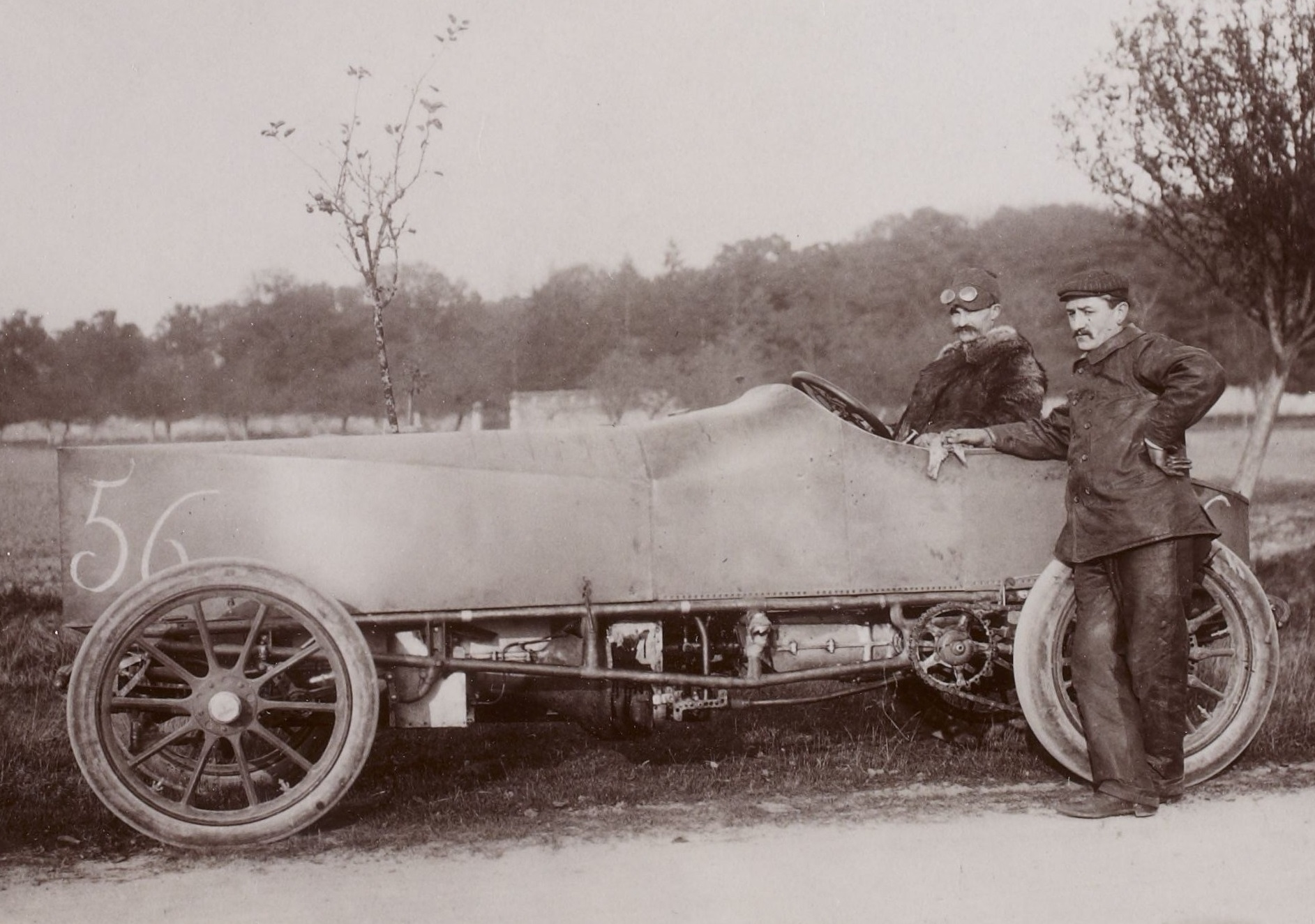
Eugène Rigolly sur Gobron-Brillié 100 hp en 1904 (premier ex æquo de la côte de Gaillon).

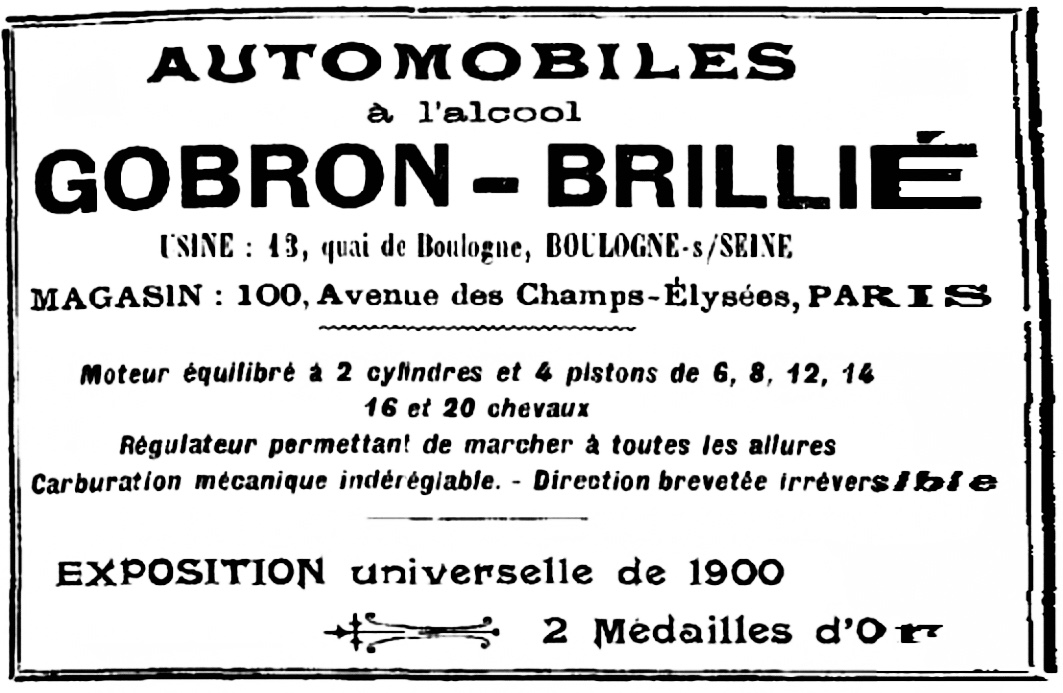
Gobron-Brillié (1900).